# HYDROSOL
HYDROSOL (сокращение от Solar hydrogen via water splitting in advanced monolithic reactors for future solar power plants, «Солнечный водород через расщепление воды в современных монолитных реакторах для будущих солнечных электростанций») —  серия финансируемых Европейским союзом проектов по продвижению возобновляемой энергии. Его цель — производство водорода с использованием концентрированной солнечной энергии и определенного термохимического цикла.

## История
Пятая рамочная программа исследований и технологического развития (FP5), проект HYDROSOL, стартовал в декабре 2002 г. с бюджетом 2,6 млн евро. Пилотный солнечный реактор был разработан,  построен и эксплуатируется в Немецком аэрокосмическом центре  с солнечной печью в Кельне (Германия), непрерывно производящей «солнечный водород». 
FP6 HYDROSOL II — пилотный реактор на 100 кВт для солнечного термохимического производства водорода на Plataforma Solar de Almería в Испании. Проект начался в ноябре 2005 года, реактор работает с 2008 года.  
Проект FP7 HYDROSOL-3D  стартовал 1 января 2010 г. и продлился до 1 января 2013 г.  Проекты серии Hydrosol были задуманы и координировались Лабораторией технологии аэрозолей и частиц Центра исследований и технологий Hellas и Ciemat. В 2006 году проект Hydrosol был удостоен премии Декарта Европейской комиссии по совместным научным исследованиям. 
В начале 2017 года в рамках проекта Synlight Немецкого аэрокосмического центра (DLR) в лаборатории было создано «искусственное солнце»    с электрическим питанием, которое способно обеспечивать фокусированные температуры, приближающиеся к 3000 °C, что намного выше температур, достигаемых в настоящее время на коммерческих концентрированных солнечных электростанциях.

## Внешние ссылки
- hydrosol-plant.certh.gr — официальный сайт HYDROSOL
- Solar hydrogen via water splitting in advanced monolithic reactors for future solar power plants
- Hydrosol-3D
- Aerosol and Particle Technology Laboratory